# Lashkendar

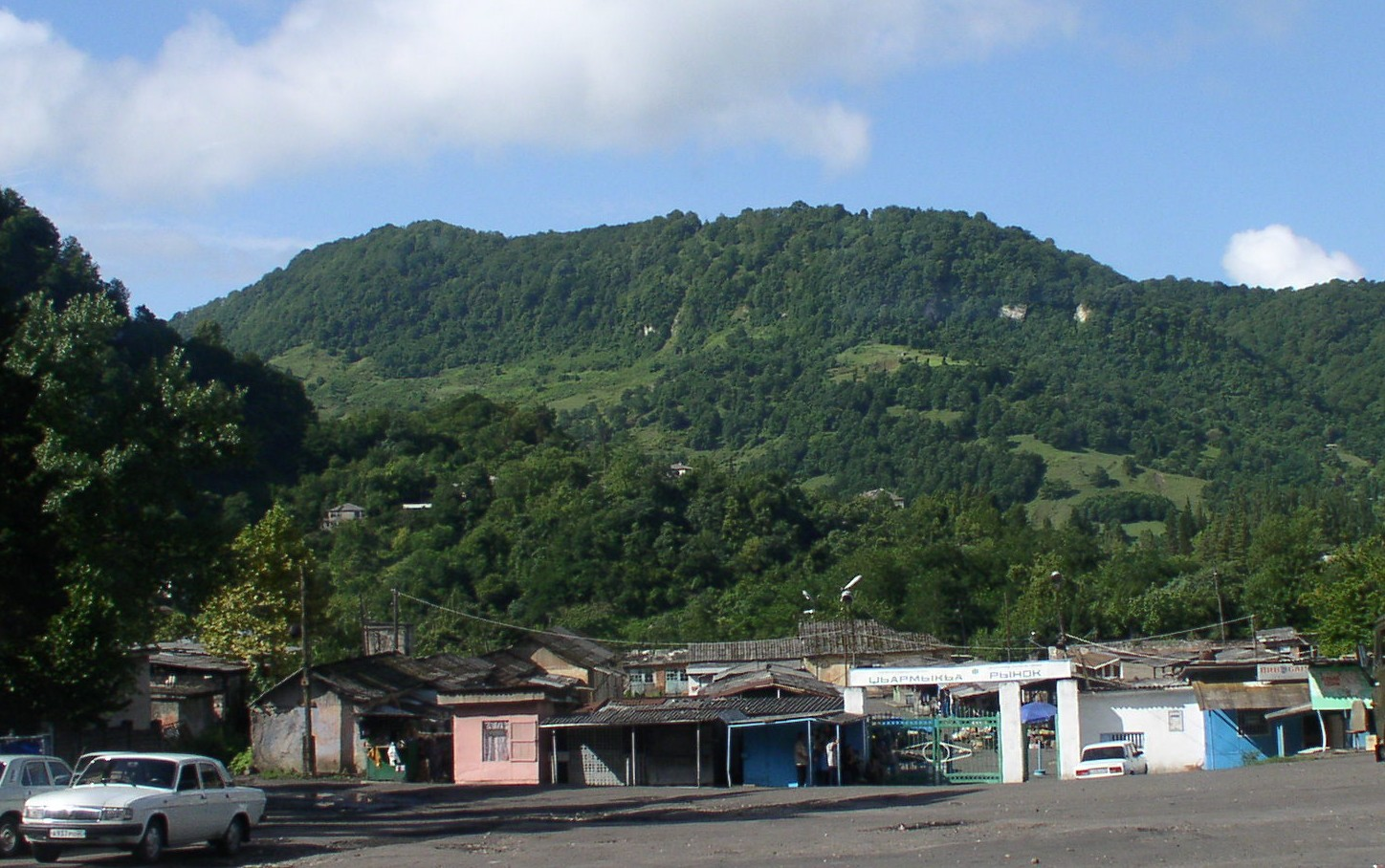
Vista de la montaña desde la plaza del mercado de Tkvarcheli.

Lashkendar (en ruso: Лашкендар, en georgiano: ლაშკინდარი ) es una montaña de 1373 metros de altitud, en el Distrito de Tkvarcheli en Abjasia, república independiente de facto de Georgia.
La montaña es uno de los Siete santuarios del pueblo abjasio. También se encuentran las ruinas de un templo cristiano en una cumbre menor (945 metros) con bajorrelieves de leopardos (o posiblemente perros). Se especula que ese bajorrelieve es parte de un antiguo templo dedicado a Alejandro Magno. La fecha de su construcción del templo cristiano está en disputa, y se calcula que fue entre el siglo VII y XI.

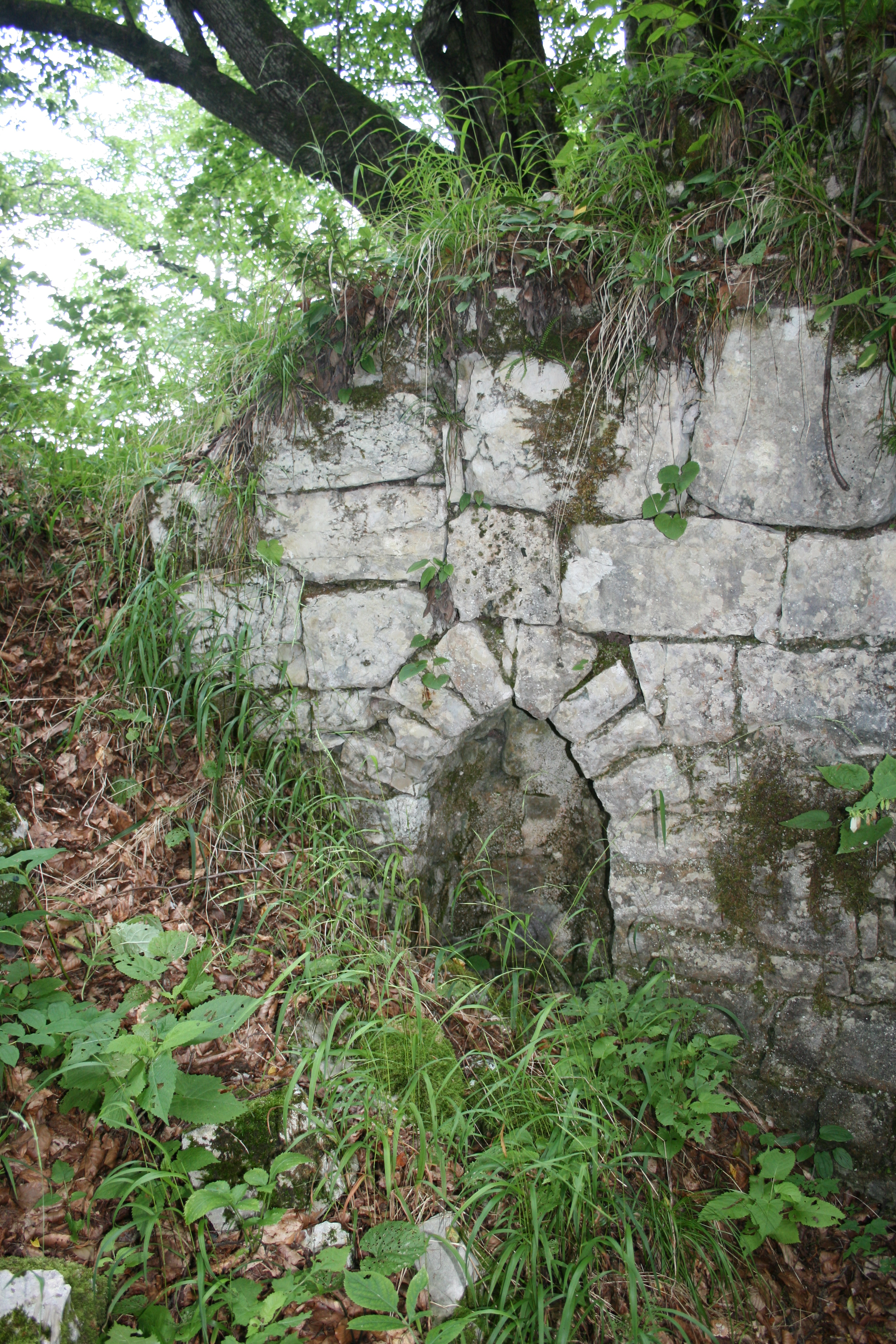
Ruinas del templo.

Se realizan oraciones rituales al pie de la montaña, donde se busca la reconciliación y se piden deseos. Se afirma que el que suba a la montaña y no diga la verdad, lo hace incorrectamente y recibirá su castigo.

## Leyenda de la montaña
La montaña tiene la leyenda de un joven cazador, Georgi, que se encontró con otro, y compartieron el día. A la noche, el extraño le vació el cuerpo a Georgi menos el corazón, los pulmones y el hígado, y luego lo cosió pulcramente. A la mañana siguiente, Georgi no había notado nada, bajaron al mar y siguieron cazando. Al final, el extraño le dijo que era un hombre recto, y que Dios lo eligió por su capacidad para disguinguir la verdad de la mentira, y en ese momento el extraño se elevó al cielo. Georgi vivió muchos años en la montaña, y a su muerte, sus huesos fueron repartidos, y donde hay un hueso de Georgi, se convierte en un lugar santo.